# 庄姜
莊姜（春秋時期—前690年），姜姓，齐庄公的嫡女，得臣的同母妹妹，齐僖公的异母姐妹，卫庄公的夫人。　　
庄姜十分美丽，与卫庄公成婚后却没有子嗣，卫国人为她做了《硕人》一诗。卫庄公又在陈国再娶厉妫，生下孝伯，却不幸早逝。厉妫陪嫁的妹妹戴妫生下了卫桓公，庄姜就把他作为自己的儿子抚养。
公子州吁是卫庄公宠妾的儿子，受到卫庄公的宠爱，喜欢操舞兵器，卫庄公不加禁止，庄姜因此很讨厌公子州吁。

## 生平記載
宋人朱熹在經過考證後，在其著作《詩經集傳》中表示莊姜是中國歷史上第一位女詩人。莊姜並不姓莊，而姓姜，是姜子牙後人，她是齊莊公的女兒，齊僖公的妹妹，齊桓公的姑姑，也是最早出現在《詩經》裡的一位美人，出身貴族，侯門之女，且美麗非凡。 莊姜出身貴族，嫁的也是國君，出嫁時很是風光，但由於婚後無子，再加上衛莊公本身性格暴戾，婚後幾年便遭到冷落。衞莊公後來又娶了陳國之女厲姒，厲姒死後再娶了她的妹妹戴媯。

## 詩經描述
《詩經·衞風·碩人》中有一篇在描述莊姜，內容提到：
「碩人其頎，衣錦褧衣。齊侯之子，衞侯之妻，東宮之妹，邢侯之姨，譚公維私。
手如柔荑，膚如凝脂，領如蝤蠐，齒如瓠犀，螓首蛾眉，巧笑倩兮，美目盼兮。」
這首讚美詩乃是漢語中描寫美女的開山之作和標杆之作，出自衞國民眾之口。清人姚際恆稱「千古頌美人者，無出其右，是為絕唱」（《詩經通論》）。方玉潤則説「千古頌美人者，無出『巧笑倩兮，美目盼兮』二語。」此詩奠定了後來描述美女作品的基礎，千古美人皆逃不脱莊姜的影子。包括《洛神賦》的甄洛和《長恨歌》的楊玉環。
根据《列女传·卷一·母儀傳·齊女傅母》，这首诗是庄姜的傅母所作。庄姜至卫国，有冶容之行，淫泆之心。傅母見她婦道不正，劝诫她说：「子之家，世世尊榮，當為民法則。子之質，聰達於事，當為人表式。儀貌壯麗，不可不自脩整。衣錦絅裳，飾在輿馬，是不貴德也。」于是作詩《碩人》，用来砥砺砥莊姜，以她作為齐国国君的女儿、妹妹、卫国国君的夫人，不可有邪僻之行。庄姜有所感触自脩品德。《列女传》的编者赞扬傅母防于未然。

## 詩作之謎
對於莊姜是否為中國歷史上第一位女詩人，後代許多學者對此有所懷疑，根據《左傳》以及《詩經》、《列女傳》記載，歷史上的確沒有明確證據可以證明莊姜作詩，在《列女傳之母儀傳》中則有衞姑定姜做詩的記載：「衞姑定姜者，衞定公之夫人，公子之母也。公子既娶而死，其婦無子，畢三年之喪，定姜歸其婦，自送之，至於野。恩愛哀思，悲心感慟，立而望之，揮泣垂涕。乃賦詩曰：『燕燕于飛，差池其羽，之子于歸，遠送於野，瞻望不及，泣涕如雨。』送去歸泣而望之。又作詩曰：『先君之思，以畜寡人。』」而《詩經》—《邶風》中開篇第三首詩正是《燕燕》君子謂定姜達於事情。詩云：「左之左之，君子宜之。」此之謂也頌曰：「衞姑定姜，送婦作詩，恩愛慈惠，泣而望之。數諫獻公，得其罪尤。聰明遠識，麗於文辭。」
如果以莊姜嫁給衞莊公卻不受寵的情況來看，《柏舟》、《綠衣》和《日月》較有可能為莊姜所作，而後代學者多數認為以莊姜當時貴為貴族的身分地位來看，是不會有創作這類民歌的可能的。

## 代表作品
《燕燕》
燕燕于飛，差池其羽。之子于歸，遠送於野。瞻望弗及，泣涕如雨。
燕燕于飛，頡之頏之。之子于歸，遠於將之。瞻望弗及，佇立以泣。
燕燕于飛，下上其音。之子于歸，遠送於南。瞻望弗及，實勞我心。
仲氏任只，其心塞淵。終温且惠，淑慎其身。先君之思，以勖寡人。

《柏舟》
泛彼柏舟，亦泛其流。耿耿不寐，如有隱憂。微我無酒，以敖以遊。
我心匪鑑，不可以茹。亦有兄弟，不可以據。薄言往愬，逢彼之怒。
我心匪石，不可轉也。我心匪席，不可卷也。威儀棣棣，不可選也。
憂心悄悄，慍於羣小。覯閔既多，受侮不少。靜言思之，寤闢有摽。
日居月諸，胡迭而微？心之憂矣，如匪浣衣。靜言思之，不能奮飛。

《綠衣》
綠兮衣兮，綠衣黃裏。心之憂矣，曷維其已？
綠兮衣兮，綠衣黃裳。心之憂矣，曷維其亡？
綠兮絲兮，女所治兮。我思古人，俾無訧兮。
絺兮綌兮，悽其以風，我思古人，實獲我心。

《日月》
日居月諸，照臨下土。乃如之人兮，逝不古處。
胡能有定？寧不我顧？日居月諸，下土是冒。
乃如之人兮，逝不相好。胡能有定？寧不我報。
日居月諸，出自東方。乃如之人兮，德音無良。
胡能有定？俾也可忘。日居月諸，東方自出。
父兮母兮，畜我不卒。胡能有定？報我不述！

《終風》
終風且暴，顧我則笑。謔浪笑敖，中心是悼。
終風且霾，惠然肯來？莫往莫來，悠悠我思，
終風且曀，不日有曀，寤言不寐，願言則嚏，
曀曀其陰，虺虺其雷。寤言不寐，願言則懷。